# Pantheon (álbum)
Pantheon es el próximo undécimo álbum de estudio de la banda estadounidense de post-hardcore Dance Gavin Dance. Será lanzado el 12 de septiembre de 2025 en Rise Records. Fue producido por Kris Crummett y Stephan Hawkes, el álbum servirá como continuación de su décimo álbum de estudio de larga duración, Jackpot Juicer (2022), y será el primer álbum de estudio de la banda en acreditar a Andrew Wells como co-vocalista principal a pesar de unirse como guitarrista en 2022. También será el primer álbum de estudio de la banda grabado desde la muerte del bajista de toda la vida Tim Feerick en abril de 2022 y la partida del vocalista Tilian Pearson en abril de 2024. El álbum cuenta con una aparición especial del músico de funk estadounidense George Clinton.
Para promocionar el álbum, el grupo anunció la gira Return Of The Robot, que comenzó en mayo con el apoyo de Belmont, The Home Team y Dwellings en Norteamérica, y concluyó en junio. Se lanzaron tres sencillos antes del lanzamiento del álbum. «Midnight At McGuffy's» fue el primer sencillo el 8 de mayo de 2025, seguido del segundo sencillo, «All the Way Down», el 22 de mayo, y del tercer sencillo, «Trap Door», el 9 de julio.

## Antecedentes
El 14 de abril de 2022, Dance Gavin Dance publicó un comunicado anunciando el fallecimiento de su veterano bajista Tim Feerick, quien falleció el 13 de abril por una sobredosis accidental de fentanilo. El 1 de junio de 2022, se presentaron múltiples acusaciones de conducta sexual inapropiada y abuso de sustancias contra el vocalista Tilian Pearson, lo que provocó su despido de la banda ese mismo mes. Pearson regresó en noviembre de 2022 antes de marcharse formalmente en abril de 2024 debido a diferencias creativas.
En julio de 2022, la banda lanzó su décimo álbum de estudio Jackpot Juicer, la continuación de su noveno álbum de estudio, Afterburner (2020), y el álbum en vivo, Tree City Sessions 2 (2020). El álbum fue apoyado por el Evening With Friends Tour en los Estados Unidos, que tuvo lugar del 26 de julio al 24 de agosto de 2022. Originalmente, la banda estaba programada para realizar una gira como telonera en el Window of the Waking Mind Tour de la banda de rock estadounidense Coheed and Cambria en el verano de 2022, sin embargo, fueron eliminados debido a las acusaciones contra Pearson.
Durante el breve regreso de Pearson a la banda, lanzaron "The Ghost Of Billy Royalton", el primero de dos sencillos independientes, el 24 de agosto de 2023. El segundo sencillo, "War Machine", se lanzó el 24 de octubre de 2023, antes de la salida de Pearson al año siguiente.
Tras la salida de Pearson en abril de 2024, la banda lanzó los sencillos "Speed Demon" y "Straight From The Heart" el 10 de mayo, su primer lanzamiento con el guitarrista Andrew Wells acreditado como co-vocalista principal. Wells se unió a la banda como guitarrista de gira y corista en 2015, y participó como artista invitado en numerosas grabaciones de estudio antes de convertirse en guitarrista oficial en 2022. En mayo de 2024, se anunció que Dance Gavin Dance sería telonero de la gira "Popular Monstour II World Domination" de Falling In Reverse en Estados Unidos, del 18 de agosto al 26 de septiembre de 2024, junto con Black Veil Brides, Tech N9ne, Nathan James y Jeris Johnson. La participación de la banda en la gira tuvo una acogida mixta debido a los polémicos comentarios transfóbicos y homofóbicos del líder de Falling In Reverse, Ronnie Radke, publicados en redes sociales el año anterior.
El 8 de mayo de 2025, la banda anunció el álbum que vino acompañado de una declaración:

Estamos encantados de compartir con el mundo nuestro undécimo álbum Pantheon. Nos entregamos por completo a este disco: tiene todos los elementos distintivos que nuestros fans esperan, junto con sonidos frescos y nuevos estilos que realmente destacan a Andrew como nuestro nuevo vocalista. Relájense y disfruten del viaje que es Pantheon.

## Lanzamiento y promoción
El 8 de mayo de 2025, la banda lanzó "Midnight At McGuffy's", el sencillo principal del álbum, acompañado de su videoclip. Un segundo sencillo, "All the Way Down", se lanzó el 22 de mayo, junto con su videoclip.
Para promocionar el álbum, la banda anunció la gira Return Of The Robot con el apoyo de Belmont, The Home Team y Dwellings, además del anuncio de la cuarta edición del Swanfest, que contará con las actuaciones de Glassjaw, Animals as Leaders, The Fall of Troy, Left to Suffer y Kurt Travis. La gira está programada del 23 de mayo al 29 de junio de 2025 en Norteamérica.

## Lista de canciones
| N.º | Título                                             | Duración |  |
| 1.  | «Animal Surgery»                                   | 5:10     |  |
| 2.  | «Midnight At McGuffy's»                            | 4:10     |  |
| 3.  | «The Robot With Human Hair: Rebirth»               | 5:40     |  |
| 4.  | «The Conqueror Worm»                               | 3:37     |  |
| 5.  | «Trap Door»                                        | 4:22     |  |
| 6.  | «Strawberry's Daughters»                           | 3:35     |  |
| 7.  | «Space Cow Initiation Ritual» (con George Clinton) | 3:48     |  |
| 8.  | «All The Way Down»                                 | 4:25     |  |
| 9.  | «A Shoulder To Cry On»                             | 4:41     |  |
| 10. | «The Peak Of Superstition»                         | 3:31     |  |
| 11. | «The Stickler»                                     | 3:59     |  |
| 12. | «Yikes!»                                           | 3:53     |  |
| 13. | «Descend To Chaos»                                 | 4:15     |  |

## Personal
Dance Gavin Dance
- Andrew Wells – voz, guitarra
- Jon Mess – voz
- Matthew Mingus – batería, percusión
- Will Swan – guitarra, bajo, voz

Músicos adicionales
- George Clinton: voz (pista 7).